# Österreichische Lebensmittel mit geschützter Herkunftsbezeichnung
Die folgenden Lebensmittel sind in der DOOR als geschützte Produkte aus Österreich registriert (Stand Februar 2020).

## Geschützte Käsesorten
| Bezeichnung                          | Region           | Milch von: | Typ            | Herkunftsbezeichnung / DOOR |
| ------------------------------------ | ---------------- | ---------- | -------------- | --- |
| Gailtaler Almkäse                    | Gailtal, Kärnten | Kuh        | Rohmilchkäse   | g.U. / Eintrag zu Gailtaler Almkäse in der Database of Origin and Registration (DOOR) der Generaldirektion Landwirtschaft und ländliche Entwicklung der Europäischen Kommission.     |
| Tiroler Almkäse oder Tiroler Alpkäse | Tirol            | Kuh        | Rohmilchkäse   | g.U. / Eintrag zu Tiroler Almkäse in der Database of Origin and Registration (DOOR) der Generaldirektion Landwirtschaft und ländliche Entwicklung der Europäischen Kommission.       |
| Tiroler Bergkäse                     | Tirol            | Kuh        | Schnittkäse    | g.U. / Eintrag zu Tiroler Bergkäse in der Database of Origin and Registration (DOOR) der Generaldirektion Landwirtschaft und ländliche Entwicklung der Europäischen Kommission.      |
| Tiroler Graukäse                     | Tirol            | Kuh        | Sauermilchkäse | g.U. / Eintrag zu Tiroler Graukäse in der Database of Origin and Registration (DOOR) der Generaldirektion Landwirtschaft und ländliche Entwicklung der Europäischen Kommission.      |
| Vorarlberger Alpkäse                 | Vorarlberg       | Kuh        | Rohmilchkäse   | g.U. / Eintrag zu Vorarlberger Alpkäse in der Database of Origin and Registration (DOOR) der Generaldirektion Landwirtschaft und ländliche Entwicklung der Europäischen Kommission.  |
| Vorarlberger Bergkäse                | Vorarlberg       | Kuh        | Rohmilchkäse   | g.U. / Eintrag zu Vorarlberger Bergkäse in der Database of Origin and Registration (DOOR) der Generaldirektion Landwirtschaft und ländliche Entwicklung der Europäischen Kommission. |

## Obst, Gemüse und Getreide
| Bezeichnung           | Region                        | Art           | Herkunftsbezeichnung / DOOR |
| --------------------- | ----------------------------- | ------------- | --- |
| Marchfeldspargel      | Marchfeld, Niederösterreich   | Gemüsespargel | g.g.A. / Eintrag zu Marchfeldspargel in der Database of Origin and Registration (DOOR) der Generaldirektion Landwirtschaft und ländliche Entwicklung der Europäischen Kommission.    |
| Pöllauer Hirschbirne  | Pöllauer Tal, Steiermark      | Hirschbirne   | g.U. / Eintrag zu Pöllauer Hirschbirne in der Database of Origin and Registration (DOOR) der Generaldirektion Landwirtschaft und ländliche Entwicklung der Europäischen Kommission.  |
| Steirische Käferbohne | Steiermark                    | Käferbohne    | g.U. / Eintrag zu Steirische Käferbohne in der Database of Origin and Registration (DOOR) der Generaldirektion Landwirtschaft und ländliche Entwicklung der Europäischen Kommission. |
| Steirischer Kren      | Steiermark                    | Kren          | g.g.A. / Eintrag zu Steirischer Kren in der Database of Origin and Registration (DOOR) der Generaldirektion Landwirtschaft und ländliche Entwicklung der Europäischen Kommission.    |
| Wachauer Marille      | Wachau, Niederösterreich      | Marille       | g.U. / Eintrag zu Wachauer Marille in der Database of Origin and Registration (DOOR) der Generaldirektion Landwirtschaft und ländliche Entwicklung der Europäischen Kommission.      |
| Waldviertler Graumohn | Waldviertel, Niederösterreich | Schlafmohn    | g.U. / Eintrag zu Waldviertler Graumohn in der Database of Origin and Registration (DOOR) der Generaldirektion Landwirtschaft und ländliche Entwicklung der Europäischen Kommission. |

## Öl
| Bezeichnung              | Region     | Art      | Herkunftsbezeichnung / DOOR |
| ------------------------ | ---------- | -------- | --- |
| Steirisches Kürbiskernöl | Steiermark | Speiseöl | g.g.A. / Eintrag zu Steirisches Kürbiskernöl in der Database of Origin and Registration (DOOR) der Generaldirektion Landwirtschaft und ländliche Entwicklung der Europäischen Kommission. |

## Fleischerzeugnisse
| Bezeichnung     | Region           | Art          | Herkunftsbezeichnung / DOOR |
| --------------- | ---------------- | ------------ | --- |
| Gailtaler Speck | Gailtal, Kärnten | Rohpökelware | g.g.A. / Eintrag zu Gailtaler Speck in der Database of Origin and Registration (DOOR) der Generaldirektion Landwirtschaft und ländliche Entwicklung der Europäischen Kommission. |
| Tiroler Speck   | Tirol            | Rohpökelware | g.g.A. / Eintrag zu Tiroler Speck in der Database of Origin and Registration (DOOR) der Generaldirektion Landwirtschaft und ländliche Entwicklung der Europäischen Kommission.   |

## Milch
| Bezeichnung     | Region     | Art         | Herkunftsbezeichnung / DOOR |
| --------------- | ---------- | ----------- | --- |
| Heumilch        | Österreich | Kuhmilch    | g.t.S. / Eintrag zu Heumilch in der Database of Origin and Registration (DOOR) der Generaldirektion Landwirtschaft und ländliche Entwicklung der Europäischen Kommission.        |
| Schaf-Heumilch  | Österreich | Schafmilch  | g.t.S. / Eintrag zu Schaf-Heumilch in der Database of Origin and Registration (DOOR) der Generaldirektion Landwirtschaft und ländliche Entwicklung der Europäischen Kommission.  |
| Ziegen-Heumilch | Österreich | Ziegenmilch | g.t.S. / Eintrag zu Ziegen-Heumilch in der Database of Origin and Registration (DOOR) der Generaldirektion Landwirtschaft und ländliche Entwicklung der Europäischen Kommission. |